# Consejo Nacional de la Democracia Catalana
El Consejo Nacional de la Democracia Catalana fue una agrupación de partidos políticos catalanes clandestinos, fundada en Barcelona en 1945 por iniciativa y bajo la presidencia del escritor Josep Pous i Pagès (por lo que también fue conocido como Comitè Pous i Pagès). Tuvo la adhesión de Esquerra Republicana de Catalunya, Acció Catalana Republicana, Unió Democràtica de Catalunya, Estat Català, Frente Nacional de Cataluña, Unió de Rabassaires, y el Moviment Socialista de Catalunya. La única ausencia destacada del mismo fue la del PSUC. Al parecer también formaron parte de él el Front de la Llibertat, el Partit Republicà d'Esquerra, el Front Universitari de Catalunya y algunos grupos de la CNT y de la Unión General de Trabajadores. 

## Historia
Reconocía la presidencia de la Generalidad de Cataluña en el exilio de Josep Irla, pero reclamaba libertad de acción en el interior de Cataluña. Su actividad fue limitada y con escasa incidencia en la lucha clandestina. Desapareció cuando en 1952 murió su impulsor, Josep Pous.
Actuó como elemento coordinador de los diferentes partidos catalanes, pese a la oposición encarnizada tanto de Josep Tarradellas como del PSUC. En abril de 1946 entregó una nota a los representantes de Gran Bretaña, Francia y Estados Unidos reclamando más presión sobre el gobierno franquista y la constitución de gobiernos autónomos a las nacionalidades periféricas para establecer un sistema confederal que garantizara el fracaso de nuevas subversiones. En enero de 1947 creó un Comité Permanente para comunicar con el gobierno catalán en el exilio, y en julio se entrevistaron con Indalecio Prieto (PSOE) para llegar a un entendimiento con el gobierno de la Segunda República española en el exilio, pero fue un fracaso.